# うめきたガーデン
うめきたガーデンは、かつてJR大阪駅北側の再開発エリア「うめきた2期」にあった暫定施設（2016年~2018年）。2つの庭園や10万株の花畑があり、設計は庭園デザイナー石原和幸が担当した。産経新聞社などでつくる「うめきたガーデン実行委員会」が運営した。

## 概要
大阪駅の北側に2016年（平成28年）10月7日に開園した。面積は約7700平方メートル（0.77ha）。周囲一帯がオフィス街のため都会の憩いの場となっていた。2019年度以降に再開発される区域のため、2018年（平成30年）3月18日までの暫定開園となっていた（第1期2017年3月20日まで。第2期「うめきたガーデン　II」2017年3月28日から9月24日まで。第3期「うめきたガーデン　FINAL」2017年10月7日から2018年3月18日まで）。
開園時間は午前10時から午後5時まで。2016年11月17日から12月25日と、2017年7月14日から8月31日までは午後9時までの夜間開園も行われ、約60基の庭園灯やLED投光器などを使ったライトアップが実施されたり、世界花火師選手権を制した山梨県の花火会社「マルゴー」による特殊効果花火ショー「ファイアーリュージョン」も毎晩行われた。冬期には直径8メートルの巨大なクリスマスリースも登場した。夏期には、吉本新喜劇の酒井藍の座長就任を記念した「うめきたファイアーリュージョン」も開かれた。また、産経新聞のプロカメラマンが審査するインスタグラムの写真コンテスト「インスタグラムフォトコンテスト」も開催した。
うめきたガーデンのコンセプトについて、実行委では「都心で自然と触れ合えるヒーリング・スポットです。子供も安心して遊ばせられるゾーンや、色とりどりの季節の花畑など、驚きと安らぎを提供します。」としており、植物の壁で囲まれた小径なども設置し、来場者が緑と花に触れながら都市緑化について考えるようになっていた。このコンセプトについて、大阪市の吉村洋文市長は「みどり、防災、環境、そして市民参加型、そういったものをコンセプトにしながら、にぎわいづくり、食や音楽、イベントが集まるような、そういった幅広の事業」と述べた。
利用者の少なくなる冬季は「真冬のチューリップ祭」と銘打ち、球根を冷蔵し開花時期を調整したチューリップ2万株で、ひと足早い春を演出したり、兵庫県の神鍋高原から雪30トンを運び、都会で味わえない子供向け雪遊び「うめきたスノーランド」を企画した。
また、兵庫県新温泉町から「湯村温泉の出張足湯」イベント（2017年3月18日～20日）や、東日本大震災（2011年3月11日）被災地応援の一環として、本州最多の水揚げ量を誇る岩手県大船渡市産のサンマを炭火で焼いて振る舞うイベント（2017年9月18日）も行われた。
うめきたガーデンのもたらす経済効果について、宮本勝浩関西大学名誉教授は「40億7600万円」と試算した。
吉村市長も2016年12月11日、うめきたガーデンを散策後に「真冬にこれだけの花が見られる都会のオアシス。今後も梅田周辺の緑化を進めていきたい」と、うめきた2期の整備計画について述べた。
2018年3月18日で1年半にわたっての「うめきたガーデン」としての企画・運営が終了。
4月7日より「一般社団法人未来教育推進機構」が、一部の庭園を残して新たな形で「うめきた UMEDAIガーデン」を運営開始した。

## 最寄駅
- 大阪駅 - JR西日本大阪環状線
- 梅田駅 - 阪急電鉄、Osaka Metro御堂筋線、阪神電鉄
- 東梅田駅 - Osaka Metro谷町線
- 西梅田駅 - Osaka Metro四つ橋線